# Camí de la Font (Cellers)
El Camí de la Font és un camí del terme municipal de Castell de Mur, Pallars Jussà, dins de l'antic terme de Guàrdia de Tremp, en terres del poble de Cellers.
Uneix dues fonts: la de Margarit, a ponent, i la del Cambrot, totes dues a la dreta del barranc de la Font de Margarit, a la part baixa de l'Obaga de Margarit.